# Ilhota
Ilhota é um município brasileiro do estado de Santa Catarina, Região Sul do Brasil. Localiza-se na Região Metropolitana do Vale do Itajaí, situada entre Gaspar e Itajaí, e é conhecida como a Capital Catarinense da Moda Íntima. Sua população em 2022 era de 17.046 habitantes. 
Por ser conhecida como Capital Catarinense da Moda Íntima, a cidade recebe grande fluxo de turismo comercial; suas lojas e confecções atraem pessoas de todo o país em busca de produtos de qualidade a preços acessíveis. Outras fortes características da economia do município são a agricultura e a Indústria têxtil.
Ilhota é um dos poucos, se não o único município brasileiro de colonização belga. Os belgas se estabeleceram em meados do século XIX e foram os principais responsáveis pelo desenvolvimento do município. Há relatos de que, inclusive, a Bélgica, tentando expandir sua influência e garantir o assentamento de seus cidadãos, mostrou interesse em adquirir Ilhota e região. Embora a Bélgica não tenha conseguido adquirir terras na região, a presença belga ficou marcada na história e cultura municipal. 

## História
A colonização da região onde hoje é o município iniciou-se com a chegada dos Xoclengues e Caingangues que buscavam um local seguro dos caçadores de indígenas, os chamados bugreiros. Esses indígenas foram exterminados durante os séculos XVII e XIX.
Por volta de 1842 engenheiro e pesquisador Charles Maximiliano Luiz Van Lede, juntamente com Joseph Philippe Fontaine, geólogo Guilherme Bouliech e o escrivão policial José Alves de Almeida como guia, partiram para o Brasil com o intuito de avaliar as terras catarinenses para a instalação de uma colônia e negociar um contrato colonial com o Governo Imperial Brasileiro. 
Em 24 de novembro de 1844, os primeiros 90 colonos belgas desembarcaram em uma pequena ilha, que atualmente ficaria no meio do rio Itajaí-Açu, exatamente em frente à igreja Matriz São Pio X. A ilha que deu origem ao nome da cidade desapareceu após o aumento do nível do rio, causado por duas grandes enchentes em 1880 e 1911. 
Algumas árvores foram derrubadas para construir um grande barracão onde as famílias passaram os primeiros dias na nova terra. O reconhecimento oficial da colônia belga catarinense ocorreu em 28 de julho de 1845, com a aprovação do projeto pela Câmara de Deputados

Essa situação marcou o início de uma luta dos colonos pela legalização de suas terras. O distrito de Ilhota foi criado em 26 de agosto de 1930, através de um requerimento apresentado pelo deputado Marcos Konder, e sua instalação ocorreu em 14 de fevereiro de 1931.
O primeiro prefeito (provisório) foi Guilherme Alípio Nunes. O primeiro prefeito eleito foi José Köehler, que permaneceu no cargo de 31 de janeiro de 1959 a 31 de janeiro de 1964. 
As enchentes do Vale do Itajaí em 2008 ocorreram depois de um período de grandes chuvas durante o mês de novembro de 2008 e devastaram vários municípios no vale do Itajaí. Ilhota foi muito afetada. No dia 23 de novembro, os ribeirões tornaram-se rios e as encostas encharcadas não aguentaram e cederam. Ao todo, 32 vidas foram soterradas pela lama e 1700 resgates aéreos foram realizados. Os prejuízos chegaram a R$ 30 milhões em infraestrutura pública e R$ 70 milhões em bens particulares e lavouras. A tragédia, de proporção histórica e repercussão internacional, mudou a vida de muitas famílias no complexo do Baú.  No estado de Santa Catarina, oficialmente 135 pessoas morreram e 78 mil perderam suas casas ou ficaram temporariamente impedidas de voltar para seus lares. Até hoje, Ilhota está se restaurando da grande tragédia. Nos últimos censos demográficos, o município havia mostrado grandes quedas populacionais, pois muitos perderam suas casas e quiseram reconstruir longe dali, com medo de o desastre se repetir. No censo demográfico do Brasil de 2022, depois de anos, a população de Ilhota voltou a subir; após fortes investimentos, a cidade teve um aumento considerável na população. 

## Geografia

### Relevo
Apresenta extensas áreas de várzeas e planícies sedimentares, entremeadas de morros, altitudes de seis a 819 metros acima do nível do mar. O município tem um dos picos mais altos da região, denominado Morro do Baú, com 819 metros, sendo o Parque Botânico do Morro do Baú a principal atração do município.
A cidade é banhada pelo rio Itajaí-Açu e propensa a enchentes, constantes na história do município, inclusive, em novembro de 2008, houve a maior catástrofe natural da história de Santa Catarina, sendo Ilhota a cidade relativamente mais afetada, com muitas pessoas mortas por soterramento, a maioria na localidade do Complexo do Baú.

### Municípios limítrofes
Os municípios limítrofes de Ilhota são Luiz Alves ao norte, Navegantes ao leste, Itajaí ao sul e Gaspar ao oeste.

## Política

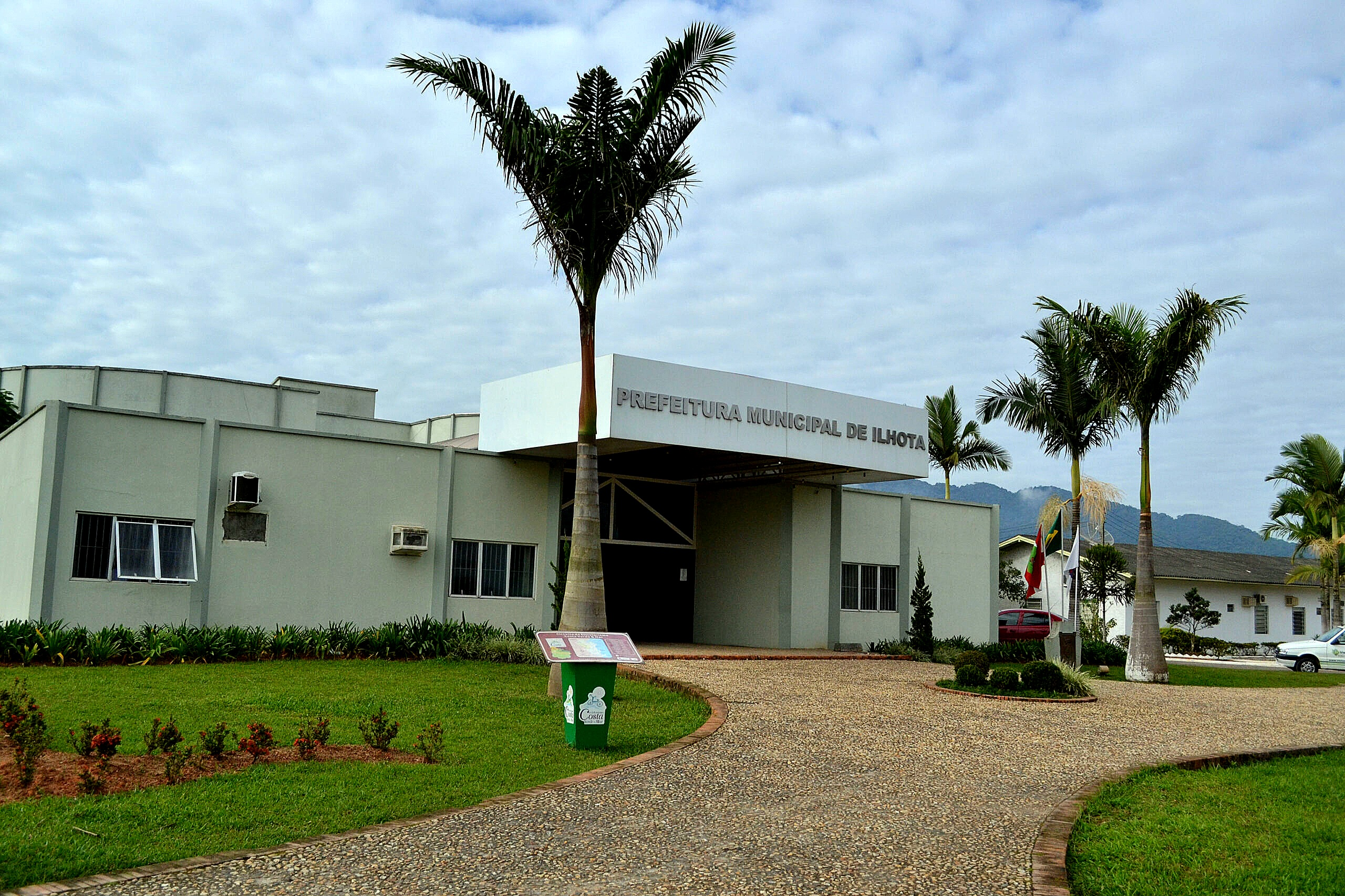
Sede do Poder Executivo Municipal

Joel Soares é o atual prefeito de Ilhota (MDB), eleito nas eleições de 2024.
O poder legislativo está na Câmara de Vereadores. Há a representatividade de onze vereadores, compostos da seguinte maneira: duas cadeiras do PL; quatro cadeiras do MDB; três cadeiras do PP; duas cadeiras do PSD.
Com relação ao Poder Judiciário, Ilhota faz parte da Comarca de Gaspar, a qual possui três varas.
Ilhota pertence à 64ª Zona Eleitoral do Tribunal Regional Eleitoral de Santa Catarina, sediada em Gaspar.

## Subdivisões
Existem atualmente dezenove bairros em Ilhota:
- Alto Baú
- Alto Braço do Baú
- Baú Baixo
- Baú Central
- Baú Seco
- Boa Vista
- Braço do Baú
- Barra de Luis Alves
- Tabuleiro
- Centro
- Ilhotinha
- Minas
- Missões
- Pedra de Amolar
- São João
- Vila Nova
- Barranco Alto
- Pocinho
- Laranjeiras

## Economia
É um município com muitas características rurais, ganhando campo no ramo de produção de lingeries (roupas íntimas, maiôs, biquinis, sungas de praia).
A cidade é conhecida no estado como a capital das roupas íntimas, principalmente femininas, e são inúmeras as lojas ao longo da rodovia SC-412. Muitos turistas param para comprar os produtos por preços acessíveis.
Passagem obrigatória de quem vem do Vale do Itajaí para as praias, possui um centro construído em volta da igreja, às margens da Rodovia Governador Jorge Lacerda.

## Infraestrutura

### Educação

#### Instituições de ensino
O Município conta atualmente com as seguintes instituições de ensino:
- Escola Municipal Domingos José Machado
- Escola Municipal José Elias de Oliveira
- Escola Municipal Alberto Schmitt
- Escola Municipal Pedro Teixeira de Melo
- Escola de Educação Básica Marcos Konder (Estadual)
- Escola de Educação Básica Valério Gomes (Estadual)

### Saúde
Segundo o PNUD, a saúde ilhotense se encontra na 500ª no país, com um IDH de 0,816, considerado elevado.